# Siaka Tiéné
Siaka Tiéné, född 22 februari 1982 i Abidjan, Elfenbenskusten, är en ivoriansk före detta fotbollsspelare. Han spelade under sin karriär bland annat för den franska klubben Montpellier och Elfenbenskustens fotbollslandslag.